# روتوند (اسلام‌آباد غرب)
روتوند (اسلام‌آبادغرب)، روستایی از توابع بخش حمیل شهرستان اسلام‌آباد غرب در استان کرمانشاه ایران است.

## جمعیت
این روستا در دهستان منصوری قرار دارد و براساس سرشماری مرکز آمار ایران در سال ۱۳۸۵، جمعیت آن ۱۵۰ نفر (۲۸خانوار) بوده‌است.